# Левченко, Елена Васильевна
Еле́на Васи́льевна Ле́вченко (род. 15 января 1955, с. Михайловка Лебедянского района Липецкой области) — российский психолог, специалист в области методологии и истории психологии а также психологии познания. Доктор психологических наук (1996), профессор кафедры общей и клинической психологии Пермского университета.

## Биография
Окончила среднюю школу № 19 г. Липецка (1971) и факультет психологии ЛГУ им. А. А. Жданова (1976). В 1976—1977 годах — младший научный сотрудник лаборатории социологии Пермского политехнического института (руководитель З. И. Файнбург).
По окончании аспирантуры ЛГУ защитила там же кандидатскую диссертацию «Восприятие парадоксальных описаний» (1984), в 1995 году в СПбГУ защитила докторскую диссертацию «История психологии отношений».
В 1977—1986 годах — ассистент, в 1986—1989 годах — старший преподаватель, в 1989—1992 годах — доцент кафедры педагогики, в 1995—2007 годах — заведующая кафедрой психологии Пермского государственного университета. С сентября 1998 года — профессор кафедры психологии, директор Центра психологического образования Регионального института непрерывного образования ПГНИУ. С 2007 по ноябрь 2016 года заведовала кафедрой общей и клинической психологии ПГУ (ПГНИУ).
Руководитель магистратуры по программе «Общая психология, история психологии» философско-социологического факультета ПГНИУ. Читает курсы «История психологии», «Методологические проблемы психологии», «Общая психология», «Психология личности», «Социальная психология»; ведёт научный семинар «Современные проблемы психологических наук».
Член диссертационного совета по специальности «общая психология, психология личности, история психологии» при ПГПУ (1998—2007), член учёного совета ПГНИУ. Член Российского психологического общества (РПО), в 2001—2007 годах — заместитель председателя Пермского регионального отделения РПО.
Награждена знаком «Почётный работник высшего профессионального образования Российской Федерации» (2001). Лауреат лауреат премии Пермской области I степени (2003) и областной премии имени В. С. Мерлина (2004).
Муж — психолог В. В. Левченко.

## Научная деятельность
Впервые исследовала историю идеи отношения в российской психологии и показала вклад санкт-петербургской психологической школы в разработку этой идеи. Лидер научных направлений «Психология познания в области психологии» и «Когнитивная история психологии» в ПГНИУ.
В 1998—2000 годах проект Е. В. Левченко «Идея отношения в отечественной психологии: история и современность» был поддержан Российским гуманитарным научным фондом. В 2000—2006 годах — член редколлегии серии «Российские психологи: петербургская психологическая школа» (издательство «Алетейя»). Научный редактор сборников «Будущее клинической психологии» (Вып. 1-8, 2007—2014).
Входит в состав редакционной коллегии журнала «Вестник Пермского университета. Философия. Психология. Социология» и редакционного совета журнала «Методология и история психологии» (c 2006).
Автор более 60 научных публикаций. в том числе 2 монографий. Подготовила 10 кандидатов наук.

## Основные работы
Книги
- «Идея отношения в отечественной психологии конца XIX — первой трети XX вв.» (1999);
- «История и теория психологии отношений» (2003).

Статьи
- Психология познания в области психологии // Актуальные проблемы психологической теории и практики / под ред. А. А. Крылова. Экспериментальная и прикладная психология. СПб: СПбГУ, 1995. Вып.14. С. 42-49;
- «Психологическая концепция В. М. Бехтерева» (1996);
- «Психология отношений В. Н. Мясищева» (1996);
- Психология познания в области психологии и практика // Психология и практика: ежегодник Российского психологического общества. Ярославль, 1998. Т. 4, вып. 5. С. 16-21;
- Восприятие: две феноменологии, две теории // Психология созидания: ежегодник Российского психологического общества. Казань, 2000;
- О развитии рефлексивных областей психологической науки // Психология и её приложения: ежегодник РПО. М., 2002. Т. 9, вып. 2. Психология как система направлений;
- Психология познания в области психологии и её перспективы // Ананьевские чтения — 2002: Психология и политика: тез. науч.-практ. конф. / под общ. ред. А. И. Юрьева, Л. А. Цветковой. СПб: СПбГУ, 2002. С. 110—112;
- Психология познания в области психологии: итоги, перспективы, трудности // Ежегодник Российского психологического общества: матер. 3-го Всерос. съезда психологов (25-28 июня 2003 г.) в 8 т. Т. 5. С. 80-84;
- Метафора внутреннего мира и её эмпирические корреляты // Материалы международного конгресса по креативности и психологии искусства / под ред. Е. А. Малянова, К. Мартиндейла, Е. В. Березиной и др. Пермь; М., 2005. С. 208—210;
- Левченко Е. В., Полякова С. В. Особенности восприятия текста на иностранном языке // Поверх барьеров: человек, текст, общение: тез. науч. конф., посвящённой 70-летию со дня рождения А. А. Леонтьева. М., 2006. С. 137—139;
- Подтекст как объект психологического анализа // Стереотипность и творчество в тексте: межвуз. сб. науч. трудов. / под ред. М. П. Котюровой. Пермь, 2006. Вып. 10. С. 40-45;
- Левченко Е. В., Потапова О. А. Образы в отображении внутреннего мира // Вестник ПГИИК. 2006. Т.2, № 1. С. 56-65;
- Левченко Е. В., Костомясова С. В. Память на психические состояния // Ананьевские чтения −2006 (40 лет факультету психологии СПбГУ): матер. науч.-практ. конф. / под ред. Л. А. Цветковой, А. А. Крылова. — СПб: Изд-во С.-Петербург. ун-та, 2006. С. 96-98;
- Левченко Е. В., Деменева А. Е. Эмпатия и восприятие внутреннего мира: имеется ли связь? // Психология эмпатии: современные подходы к проблеме и перспективы развития. Киров: ВятГГУ, 2007. С. 42-49;
- Психологическое познание как предмет исследования // Вестник Пермского университета. Сер. Философия. Психология. Социология. 2009. Вып. 2 (28). С. 4-28;
- Психология психологии // Rusko-slovenski dnevina Filozofski fakulteti Univerzev Ljubljani, maj 2009. Posveceno sodelovanju Univerzev Ljubljani in Univerzev Permu: Zbornik prispevkov. Ljubljana, maj 2009. P. 51-53;
- Левченко Е. В., Продовикова А. Г. Научные и обыденные представления о сознании и бессознательном // Вестн. Перм. ун-та. Сер. Философия. Психология. Социология. 2010. Вып. 1 (1). С. 19-37;
- Левченко Е. В., Федосина С. С. О специфике концептов эмоция, чувство, переживание у студентов // Речеведение: современное состояние и перспективы: материалы Междунар. науч. конф., посвящённой юбилею М. Н. Кожиной (Пермь, 16-20 ноября 2010 г.). Пермь, 2010. С. 232—237;
- Левченко Е. В., Федосина С. С. Сравнительный анализ концептов «эмоция», «чувство», «переживание» у студентов // Вестник ВятГГУ. 2010. № 3 (3). С. 160—170;
- Левченко Е. В., Деменева А. Е. Образ внутреннего мира: теоретические проблемы и феноменология // Вестник ВятГГУ. 2010. № 4 (1). С. 149—158.